# Río de la Sal
El río de la Sal, es un curso natural de agua, intermitente, que nace al lado occidental de la divisoria de aguas con el salar de Pedernales, en la III Región de Atacama, Chile. Fluye con dirección general oeste hasta desembocar en el cauce principal de la cuenca, el río Salado (Chañaral).

## Historia
Luis Risopatrón lo describe en su Diccionario Jeográfico de Chile de 1924:: 787 
Sal (Rio de la) 26° 23' 60° 31' Tiene 60 a 70 centímetros de ancho, lleva agua cristalina i trasparente, saturada de sal común que la hace- inservible para la bebida, forma un saltó al salir de La Cordillera i se dirije al W en dirección al cauce del rio Salado; la sal se encuentra aglomerada en bancos en todo su curso, la que se esplota en pequeña escala. El rio esperimenta avenidas que ocasionan muchos perjuicios. 62, II, p. 344; 93, p. xxviii; 128; 150, p. 86; i 156.
También menciona:: 859 
Tablas (Agua de las) 26° 22' 69° 23' Es buena, ofrece pocas vegas i bastante leña en sus alrededores i se encuentra a unos 3 260 m de altitud, en la quebrada del rio de La Sal, de El Salado. 93, p. xviii; 98, ii. p. 321: i m, p. 146 i carta de San Román (1892); 128; 156; i .161, ii, p. 42.